# Astragalus igoschinae
Astragalus igoschinae là một loài thực vật có hoa trong họ Đậu. Loài này được Kamelin & Jurtzev miêu tả khoa học đầu tiên.